# فرافلسفه
فرافلسفه یا فلسفهٔ فلسفه، مطالعهٔ ماهیت (سرشت)، اهداف، و روش‌های فلسفه است.

## سرشت فلسفه
برتراند راسل در پیرامون ماهیت فلسفه می‌نویسد: «ممکن است ما به جنبهٔ مشخصی از فلسفه توجه کنیم. اگر کسی بپرسد ریاضیات چیست، می‌توانیم به او تعریفی از یک فرهنگ واژه ارائه کنیم، برای مثال علم اعداد. این تا هر جا که باشد، توضیحی غیر بحث‌انگیز است… بدین طریق می‌توان به هر حوزه‌ای که در آن بدنه‌ای از دانش مُعَین وجود دارد، تعریفی اختصاص داد. اما فلسفه را نمی‌توان بدین شکل تعریف کرد. هر تعریفی بحث‌انگیز خواهد بود و خود مظهر نگرشی فلسفی خواهد بود. تنها راه دریافت اینکه فلسفه چیست، این است که فلسفه کنیم.»
کاربرد و معنای واژهٔ «فلسفه» در طول تاریخ تغییر یافته‌است: در دوران باستان تقریباً هر جستاری را در بر می‌گرفت؛ دکارت آن را به ملکهٔ علوم تعبیر می‌کرد، نوعی توجیه نهایی؛ در زمان دیوید هیوم به دشواری می‌شد «متافیزیک» و «اخلاق» را به عنوان علوم انسانی تعبیر کرد؛ و فلسفهٔ تحلیلی معاصر که می‌خواهد تقریباً خود را به جستار مفاهیم تعریف کند. برخی نویسندگان می‌گویند فلسفه اساساً دربارهٔ تفکر انتقادی است تا باورهای مفروض ما را بیازماید. ویلفرید هاجز می‌نویسد: «در فلسفهٔ انگلیسی‌زبان (و بخش بزرگی از فلسفهٔ اروپا) شما یادمی‌گیرید که چیزی را از روی اعتماد نپذیرید، به‌ویژه اگر واضح و تردیدناپذیر به نظر آید.»